# Tetchie Agbayani
Tetchie Agbayani, pseudonimo di Visitacion Parado (2 luglio 1961), è un'attrice filippina.

## Biografia
Cresciuta nelle Filippine, inizia a lavorare come attrice e modella, guadagnandosi nel 1982 la copertina di Playboy. Nel 1985 è notata da John Boorman, che la vuole come coprotagonista nel suo film La foresta di smeraldo, e successivamente da Richard Benjamin in Casa, dolce casa? (1986). Impiegata in ruoli esotici, grazie all'avvenenza fisica, alterna film come protagonista prodotti nelle Filippine e presenze in vari ruoli in film hollywoodiani. Nel 1988 si trasferisce in Italia, dove Antonio Margheriti la dirige in Indio (1988) e Indio 2 - La rivolta (1991). Nel 1990 ritorna definitivamente nelle Filippine e recita in produzioni locali, ricevendo svariate candidature a vari festival locali.

## Filmografia parziale

### Cinema
- Gymkata, regia di Robert Clouse (1985)
- La foresta di smeraldo (The Emerald Forest), regia di John Boorman (1985)
- Casa, dolce casa? (The Money Pit), regia di Richard Benjamin (1986)
- Come ammazzare un miliardario e morire dal ridere (Disorderlies), regia di Michael Schultz (1987)
- Indio, regia di Anthony M. Dawson (1988)
- Mission Manila, regia di Peter M. Mackenzie (1990)
- Indio 2 - La rivolta, regia di Anthony M. Dawson (1991)